# Els investigadors i el tresor de les profunditats marines
Els investigadors i el tresor de les profunditats marines o Els investigadors i el secret de la mar profunda (títol original en alemany, Die Pfefferkörner und der Schatz der Tiefsee) és el segon llargmetratge de la sèrie infantil Die Pfefferkörner, que s'emet des de l'any 1999. La pel·lícula es va estrenar el 21 de setembre de 2020 com a estrena al festival de cinema infantil Pardal Daurat, on va rebre el premi al millor llargmetratge. Es va estrenar als cinemes d'Alemanya el 30 de setembre de 2021. S'ha doblat al català central i al valencià.